# Authiou
Authiou é uma comuna francesa na região administrativa de Borgonha-Franco-Condado, no departamento Nièvre. Estende-se por uma área de 6,6 km². Em 2010 a comuna tinha 46 habitantes (densidade: 7 hab./km²).